# Araneus frio
Araneus frio là một loài nhện trong họ Araneidae.
Loài này thuộc chi Araneus. Araneus frio được Herbert Walter Levi miêu tả năm 1991.